# Cynthia Culpeper
Cynthia Culpeper (ur. 1962 w San Francisco, zm. 29 sierpnia 2005 w Birmingham) – amerykańska kobieta rabin oraz pierwsza rabinka, która odprawiła żydowskie nabożeństwo w Polsce. Przez pewien czas współpracowała z Beit Warszawa.
Cynthia Culpeper była nawróconą z katolicyzmu na judaizm. W młodości uczyła się w katolickiej szkole średniej, w której zdecydowała się przejść na judaizm. W 1983 roku pod kierunkiem rabina Teda Alexandra z Conservative Congregation B’nai Emunah przeszła konwersję. Ukończyła studia pielęgniarskie na San Francisco State University, po czym przez wiele lat pracowała w swoim zawodzie w San Francisco General Hospital. W 1995 roku w Jewish Theological Seminary w Nowym Jorku została wyświęcona na rabina. Do 1997 roku pracowała w kongregacji Agudath Israel w Montgomery w Alabamie. Do Polski przyjechała po raz pierwszy we wrześniu 2001 roku na obchody święta Rosz ha-Szana, które zorganizowało Beit Warszawa. W marcu 2002 roku przyjechała ponownie na obchody święta Pesach. Przez kolejne kilka tygodni prowadziła warsztaty i wykłady, uczyła modlitwy i pieśni oraz skompilowała Sidur.
Przez 10 ostatnich lat życia była chora na AIDS. Po tym, jak choroba uniemożliwiła jej pracę duszpasterską, poświęciła się edukowaniu młodzieży na temat HIV/AIDS. Cynthia Culpeper była pierwszym rabinem, który publicznie mówił o swojej chorobie.